# Ai thông minh hơn học sinh lớp 5?
Ai thông minh hơn học sinh lớp 5? là chương trình trò chơi truyền hình Việt Nam được thực hiện dựa trên phiên bản gốc Are You Smarter Than a 5th Grader? của Hoa Kỳ do MGM Television sản xuất. Chương trình bắt đầu được phát sóng trên truyền hình từ ngày 19 tháng 6 năm 2009 và kết thúc vào ngày 24 tháng 2 năm 2016.
Trò chơi dựa trên thực tế rằng người lớn có thể không nhớ hết những kiến thức mà mình đã được học ở bậc tiểu học, nhất là khi chúng rất hiếm khi được ứng dụng trong cuộc sống. Mục đích chính của trò chơi là giành chiến thắng bằng cách trả lời chính xác 11 câu hỏi của chương trình.

## Luật chơi
Trò chơi bao gồm 5 học sinh lớp 5 và một người chơi chính tham gia chương trình. Bắt đầu cuộc chơi, người chơi được lựa chọn người "đồng đội" đầu tiên cho mình, là một trong số 5 học sinh có mặt ở trường quay. Cứ mỗi 2 câu hỏi, người chơi lại tiếp tục chọn một học sinh khác lên chơi cùng mình cho tới khi đã chọn đủ 5 học sinh và qua câu 10 hoặc dùng hết tất cả các quyền trợ giúp và quyền giải cứu may mắn, tùy theo điều nào xảy ra trước.
Có tất cả 11 câu hỏi, gồm 10 câu hỏi đính kèm với 10 môn học riêng biệt chia đều cho 5 lớp từ 1 đến 5 (mỗi lớp có 2 câu) và 1 câu hỏi đặc biệt chỉ được dùng ở câu số 11. Tương ứng với đó là 11 mức tiền thưởng khác nhau, trong đó có ba mốc quan trọng là 5, 8 và 11; vượt qua các mốc này, người chơi chắc chắn có được số tiền thưởng tương ứng của câu hỏi đó. 
Người chơi tự chọn 1 trong 10 môn học để bắt đầu câu hỏi hoặc hội ý với đồng đội nên lựa chọn môn học nào. Sau khi người chơi chọn xong môn học, người dẫn chương trình sẽ đọc nội dung câu hỏi, đồng thời câu hỏi được hiển thị trên màn hình. Dạng câu hỏi có thể là câu trắc nghiệm hoặc câu hỏi mở. Người chơi suy nghĩ và đưa ra câu trả lời trong thời gian không hạn chế. Sau khi có câu trả lời, họ phải đọc to đáp án của mình và nhấn nút ở trước mặt để phát tín hiệu chốt câu trả lời cuối cùng (trước đó, người đồng đội sẽ trả lời trước bằng cách ghi đáp án lên máy tính ở trên bàn và cũng bấm nút xác nhận).
Người chơi có tất cả 3 quyền trợ giúp trong suốt cuộc chơi và có thể sử dụng bất cứ lúc nào nếu họ không biết câu trả lời đúng hoặc chưa chắc chắn với suy nghĩ của mình. Tuy nhiên, người chơi chỉ được dùng quyền trợ giúp sau khi đồng đội đã chốt đáp án của mình. Trong một câu hỏi (không bao gồm câu hỏi số 11), người chơi chỉ được dùng một quyền trợ giúp, và tất cả các quyền trợ giúp chỉ được dùng một lần:
- Tham khảo: Người dẫn chương trình sẽ đưa đáp án của đồng đội lên màn hình để người chơi tham khảo. Người chơi có quyền nhận hoặc không nhận đáp án đó làm câu trả lời cuối cùng của mình trước khi chốt đáp án.
- Sao chép: Tương tự như quyền Tham khảo, nhưng người chơi phải lấy đáp án của đồng đội làm câu trả lời của mình (không được thay đổi đáp án, trừ khi đồng đội không có câu trả lời).
- Giải cứu may mắn: Nếu người chơi trả lời sai, quyền này sẽ tự động được thực hành và cơ hội đi tiếp của thí sinh sẽ phụ thuộc vào đáp án của đồng đội. Nếu đồng đội trả lời đúng, người chơi đi tiếp và ngược lại, họ sẽ phải dừng cuộc chơi. Vì quyền giải cứu may mắn cũng chỉ sử dụng được một lần duy nhất, nên nếu người chơi trả lời sai lần thứ 2, họ sẽ tự động rời khỏi chương trình. Nếu người chơi chọn quyền Sao chép thì Giải cứu may mắn sẽ không được kích hoạt.

Nếu trả lời đúng, tiền thưởng sẽ tăng lên. Trả lời sai, người chơi sẽ trở về mốc quan trọng gần nhất đã đạt được; nếu chưa vượt qua cột mốc đầu tiên, họ sẽ ra về tay trắng. Sau khi đã vượt qua cột mốc đầu tiên, người chơi có quyền dừng cuộc chơi để bảo toàn số tiền thưởng.  
Tại "câu hỏi đặc biệt", người chơi phải trả lời một câu hỏi với chủ đề được cho sẵn thay vì chọn môn như các câu trước. Người chơi có thể dừng cuộc chơi trước khi biết nội dung của "câu hỏi đặc biệt"; tuy nhiên nếu chủ đề này đã được tiết lộ thì họ không được phép dừng lại giữa chừng nữa. Người chơi phải tự trả lời câu hỏi và không được dùng bất kỳ sự trợ giúp nào, kể cả quyền giải cứu may mắn. Trước khi cho người chơi quyết định, MC sẽ công bố chủ đề dành cho câu 11.
Trả lời đúng câu hỏi đặc biệt, người chơi giành chiến thắng với giải thưởng tiền mặt cao nhất trị giá 50.000.000 đồng, nếu sai họ sẽ ra về với số tiền 10.000.000 VNĐ, tương ứng bậc tiền thưởng thứ 8.
Người chiến thắng chung cuộc của chương trình sẽ có quyền nhìn thẳng vào máy quay và tuyên bố: "Tôi (tên người chơi) hôm nay thông minh hơn học sinh lớp 5!". Ngược lại, người chơi sẽ bắt buộc phải nhìn thẳng vào máy quay và nói: "Tôi (tên người chơi) hôm nay không thông minh hơn học sinh lớp 5!". Khi tuyên thệ, người chơi có thể nói thêm thông tin.

## Thang tiền thưởng
| Câu hỏi | 05/06/2009 – 11/11/2011 | 19/01/2012 – 24/02/2016 |
| ------- | ----------------------- | ----------------------- |
| 11      | 50.000.000 VNĐ          | 50.000.000 VNĐ          |
| 10      | 30.000.000 VNĐ          | 22.000.000 VNĐ          |
| 9       | 16.000.000 VNĐ          | 14.000.000 VNĐ          |
| 8       | 10.000.000 VNĐ          | 10.000.000 VNĐ          |
| 7       | 6.000.000 VNĐ           | 6.000.000 VNĐ           |
| 6       | 4.000.000 VNĐ           | 4.000.000 VNĐ           |
| 5       | 2.000.000 VNĐ           | 3.000.000 VNĐ           |
| 4       | 1.000.000 VNĐ           | 2.000.000 VNĐ           |
| 3       | 500.000 VNĐ             | 1.500.000 VNĐ           |
| 2       | 200.000 VNĐ             | 1.000.000 VNĐ           |
| 1       | 100.000 VNĐ             | 500.000 VNĐ             |

## Người chiến thắng
Trong suốt 7 năm phát sóng, chỉ có một người chơi duy nhất thắng cuộc trong chương trình là ca sĩ Hồ Trung Dũng, trong số phát sóng vào ngày 31 tháng 5 năm 2012.

## Phát sóng
Ai thông minh hơn học sinh lớp 5? lên sóng lần đầu tiên vào ngày 19 tháng 6 năm 2009 với người dẫn chương trình đầu tiên là nghệ sĩ Tạ Minh Tâm, sau đó được chuyển cho nghệ sĩ Thanh Bạch. Chương trình lúc đó được DID TV và Đài Truyền hình Thành phố Hồ Chí Minh đồng sản xuất và phát sóng trên kênh HTV2 cho đến hết năm 2011. 
Từ ngày 19 tháng 1 năm 2012 đến ngày 9 tháng 1 năm 2014, chương trình được chuyển sang phát sóng vào 20:00 tối thứ Năm hàng tuần trên VTV3, và được thực hiện dưới sự phối hợp của Đông Tây Promotion và Ban Thư ký biên tập, Đài Truyền hình Việt Nam. Thanh Bạch tiếp tục là người dẫn dắt chương trình ở lần phát sóng này, trước khi giao lại vị trí này cho Trấn Thành từ năm 2013. Từ ngày 16 tháng 2 năm 2014 đến ngày 5 tháng 4 năm 2015, chương trình được chuyển sang phát sóng vào lúc 19:00 chủ nhật hàng tuần trên kênh VTV6 với người dẫn chương trình mới là diễn viên Bình Minh, cùng với đơn vị đồng sản xuất mới là Ban Thanh thiếu niên. 
Từ ngày 22 tháng 4 năm 2015, chương trình chuyển sang phát sóng vào lúc 21:00 tối thứ 4 trên kênh HTV7 cho đến khi kết thúc vào ngày 24 tháng 2 năm 2016.

## Nhà tài trợ
- Nizoral Cream (5 tháng 6, 2009 - 25 tháng 12, 2009)
- NutiFood (19 tháng 1, 2012 - 5 tháng 4, 2015)
- So Yumm (22 tháng 4, 2015 - 24 tháng 2, 2016)